# ESV Jahn Kassel
Der ESV Jahn Kassel e. V. – ESV = Eisenbahner-Sportverein – ist ein deutscher Sportverein aus Kassel. Heute weist der ESV Jahn mit der Tennisabteilung auch noch eine Fußball- und Boxabteilung, eine Gymnastikabteilung, eine Wassersportabteilung, eine Kegelabteilung sowie einen Schützenverein auf.

## Tennis
In den 1920er Jahren wurde die öffentliche Tennisanlage im Aschrottpark gegründet. Diese Anlage wurde mit der Gründung des ESV Jahn Kassel e. V. an die Deutsche Bundesbahn übergeben.
Im Jahre 1967 war die Tennisanlage im Aschrottplatz die erste Spielstätte in Kassel, auf der versucht wurde, im Winter mit Wasserschläuchen den Eishockeysport einzuführen. Zehn Jahre später spielte dann im Jahre 1977 in der neu gegründeten Eissporthalle Kassel mit der damaligen ESG Kassel – den heutigen Kassel Huskies – der erste Eishockeyverein für die Stadt Kassel. Seit 2000 wurde die Tennisanlage nach dem Erbbaurecht von der Stadt Kassel für 99 Jahre gepachtet.

## Tischtennis
Am 7. Juli 1950 wurde auf Initiative von Bruno Kempf eine Tischtennisabteilung gegründet. Der bekannteste Spieler war Hanskarl Emmerich (im Jahr 2011 deutscher Seniorenmeister Ü80). 1954/55 spielte die Herrenmannschaft erstmals in der Oberliga, der damals höchsten deutschen Spielklasse. Nach einem Abstieg gelang 1959 der Wiederaufstieg in die OL. Seit Bestehen der 2. Bundesliga im Jahre 1981 bis 2005 war sie in der 2. BL vertreten – zeitweise sogar mit zwei Mannschaften. 2005 erfolgte der Abstieg in die Regionalliga. 2007 löste sich die Abteilung auf und schloss sich mit dem SVH Kassel zusammen.

## Schützenabteilung
Die Schützenabteilung wurde im Jahre 1913 in Form einer Kleinkaliber-Abteilung gegründet. Da zu dieser Zeit noch kein eigener Schießstand vorhanden war, schloss man sich vorerst dem Schützenverein 1547 an. Im Jahre 1933 wurde aber dann ein eigener Schießstand gebaut. Nach Unterbrechung durch den Zweiten Weltkrieg fanden sich erst am 27. November 1955 wieder einige schießsportbegeisterte Eisenbahner zusammen und gründeten den ESV-Malsfeld, um sich bereits 10 Monate später dem ESV Kassel als Schützenabteilung anzuschließen.
Bis zum Januar 1960 bestand die Schützenabteilung des ESV Jahn Kassel nur aus männlichen Mitgliedern, zu der sich dann im Februar auch eine Damenmannschaft gesellte, die in den darauffolgenden Jahren mit beachtlichen Leistungen aufwarten konnte. Im Jahre 1963 war es dann so weit, dass die Abteilung in der Angersbachstraße eine eigene Schießsportanlage bauen konnten. Seit Erweiterung des Schießstandes im Jahr 1979/80 stehen heute folgende Schießstände zur Verfügung:
- 10 Stände für Luftdruckwaffen
- 6 Stände für Kurzwaffen ohne Kaliberbegrenzung
- 2 Stände für Kleinkalibergewehr 100 Meter
- 6 Stände für KK-Waffen 50 Meter